# Mecaphesa lepida
Mecaphesa lepida là một loài nhện trong họ Thomisidae.
Loài này thuộc chi Mecaphesa. Mecaphesa lepida được Tord Tamerlan Teodor Thorell miêu tả năm 1877.